# Ogcodes niger
Ogcodes niger är en tvåvingeart som beskrevs av Cole 1919. Ogcodes niger ingår i släktet Ogcodes och familjen kulflugor.
Artens utbredningsområde är Utah. Inga underarter finns listade i Catalogue of Life.